# 1956 في البرازيل
فيما يلي قوائم الأحداث التي وقعت خلال عام 1956 في البرازيل.

## سياسة

### تعيين في المنصب
- 31 يناير – جواو غولار نائب رئيس البرازيل [الإنجليزية]‏.
- 31 يناير – جوسيلينو كوبيتشيك رئيس البرازيل.

### انتهاء فترة المنصب
- 31 يناير – نيريو راموس رئيس البرازيل.

## مواليد

### يناير
- 15 يناير – جون كارلوس لاعب كرة قدم برازيلي.

### فبراير
- 28 فبراير – سيلسو بورجيس لاعب كرة قدم برازيلي.[1]

### مارس
- 4 مارس – كارلوس روبيرتو غالو لاعب كرة قدم برازيلي.[2]

### أبريل
- 12 أبريل – والتر سالس مخرج، كاتب سيناريو ومنتج برازيلي.[3]
- 13 أبريل – سيزار مارتينز دي أوليفيرا لاعب كرة قدم برازيلي.

### مايو
- 9 مايو – فرانسيسكو دي جيسس ملاكم برازيلي.

### يونيو
- 19 يونيو – إيدسون تافاريس لاعب كرة قدم برازيلي.

### يوليو
- 5 يوليو – مونيك إيفانز

### أغسطس
- 21 أغسطس – أوسبالدو ألفاريز لاعب كرة قدم برازيلي.
- 25 أغسطس – باولو أتوري لاعب كرة قدم برازيلي.

### نوفمبر
- 3 نوفمبر – إيك باتيستا[4]
- 26 نوفمبر – باتريسيا ميدرادو لاعبة كرة مضرب برازيلية.

## وفيات

### يناير
- 1 يناير – ألفريدو ألميدا ريغو (مواليد 1903) لاعب كرة قدم برازيلي.